# Navegante (aviación)

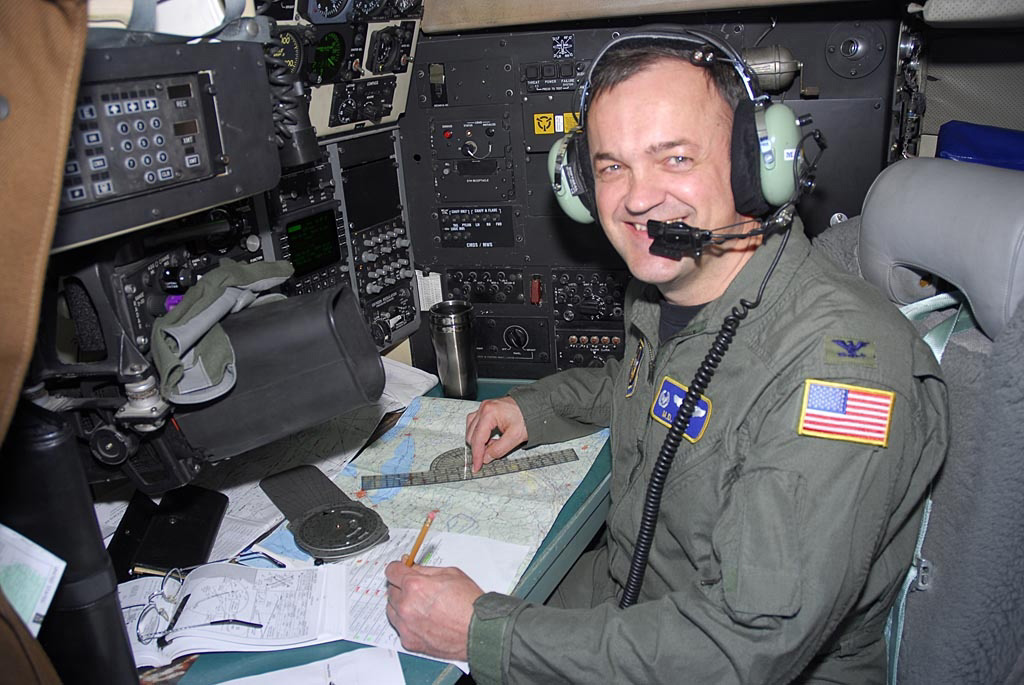
Navegante táctico del C130 Hércules de la US Air Force.

Navegante o navegante aéreo, en aviación, es una persona especializada en la navegación de medios de transporte aéreos. El término actualmente está en desuso, relegándose en muchos países al ámbito militar, debido a que las aeronaves civiles en la actualidad disponen de sistemas de navegación integradas a bordo.
El término original, al igual que el de piloto aéreo, era el de aviador, especialmente en Francia, de donde surgió el término avión. Normalmente se dividían en navegantes civiles y militares, y si bien los navegantes aéreos civiles han desaparecido en España, no sucede lo mismo con los navegantes aéreos militares, que son hoy los oficiales tácticos especializados en la misión que planean, coordinan y dirigen una amplia gama de estas.
Hoy en día, es inconcebible pensar en un navegante aéreo militar como aquel oficial observador con una carta, un compás, un plóter, un reloj y un sextante, sino que es mucho más que esto. Se trata de un oficial que manejando sistemas o equipos de alta precisión, aplica tácticas, técnicas y procedimientos militares para llevar a cabo la misión, empleando el avión como lo que es, un sistema de armas.

## Tipos de navegación aérea
Los tipos básicos de navegación aérea son:
- Estimada: navegación a la estima, que se realiza por medio del cálculo, tomando como factores la velocidad, el tiempo, la distancia y el viento, utilizando una regla como el famoso E6B Flight Computer o el Jeppesen CR-3.

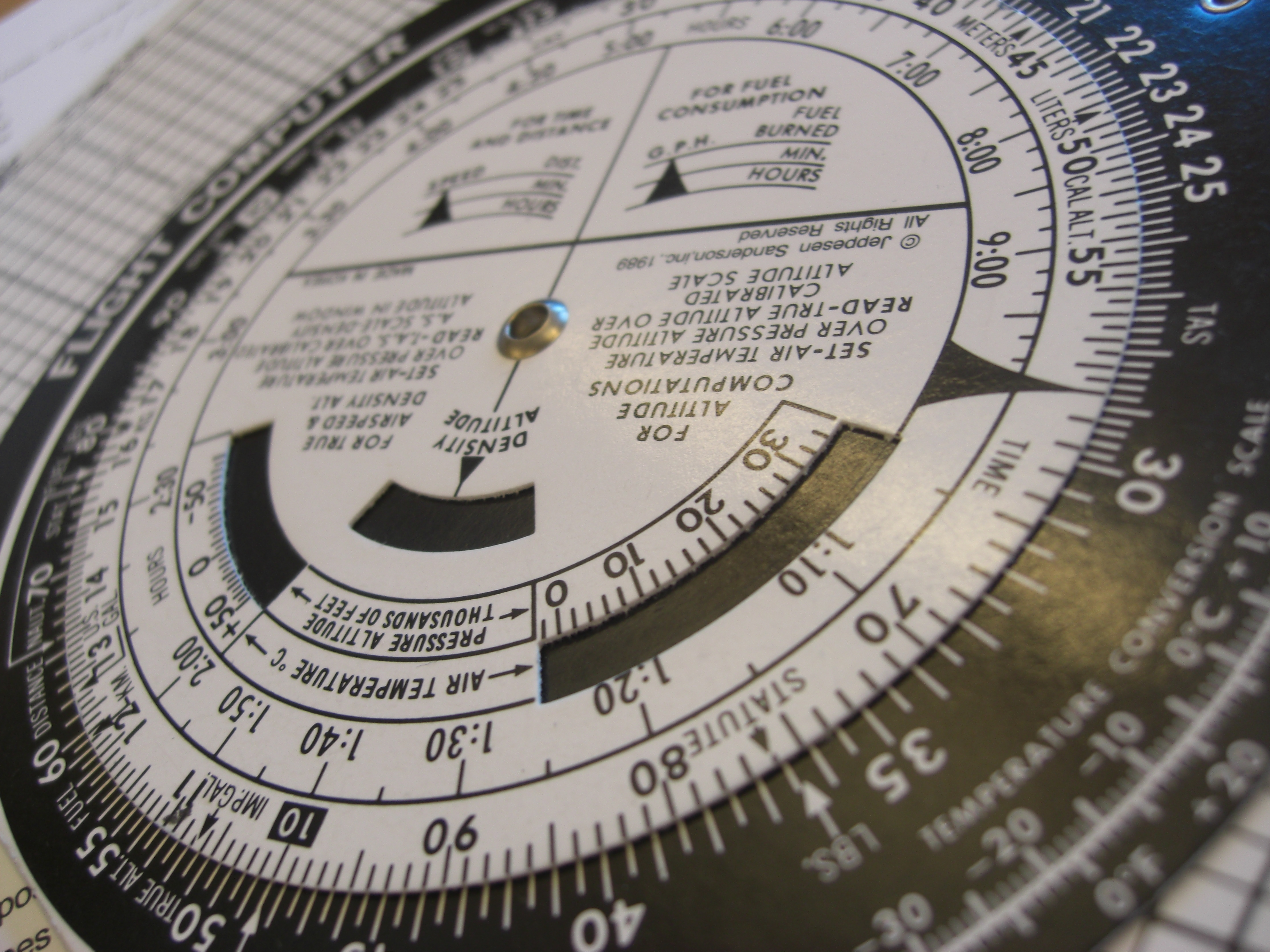
E6B Flight Computer

- Astronómica: navegación que se realiza por medio de los astros, utilizando un sextante para determinar la posición.
- VFR o visual: navegación que se hace con el contacto del terreno, es decir, tomando puntos de referencia como ríos, carreteras, etc.
- IFR o radionavegación: navegación que se hace por medio de equipos electrónicos tanto de día como por la noche, tanto en condiciones de buena visibilidad como de visibilidad media o nula. Entre estos equipos, además del altímetro o radioaltímetro y el anemómetro, tenemos los instrumentos propios de navegación aérea como son el indicador de rumbo (HI, Heading Indicator) o la brújula, el DME (Distance Measuring Equipment), el radar Doppler, el radar de navegación, el indicador de desviación (CDI, Course Deviation Indicator) o el ADF (Automatic Direction Finder), que se apoyan en radioayudas como el TACAN, el VOR, el VORTAC, el VOR/DME, el NDB o el ILS; además, están los antiguos sistemas de navegación como el LORAN o el OMEGA; junto con otros sistemas autónomos como el INS (Inertial Navigation System), el Sistema de navegación por ordenador (NCS, Navigation Computer System), el GPS (Sistema de posicionamiento global), el Sistema de navegación integrada con GPS (GINS, GPS Integrated Navigation System), el moderno FMS (Flight Management System), etc.

## El navegante civil en España
Los navegantes civiles estuvieron volando entre finales de los años 1920 y 1980, como responsables de la navegación aérea, especialmente cuando se volaba de noche, sobre océanos, desiertos u otras áreas que no disponían de radioayudas a la navegación. En España lo hicieron en los aviones de largo radio hasta la llegada de los reactores. Así, por ejemplo en Iberia formaron parte de las tripulaciones de los Douglas DC-4 durante los años 1946-1968 y de los Lockheed Super Constellation entre los años 1954-1966.

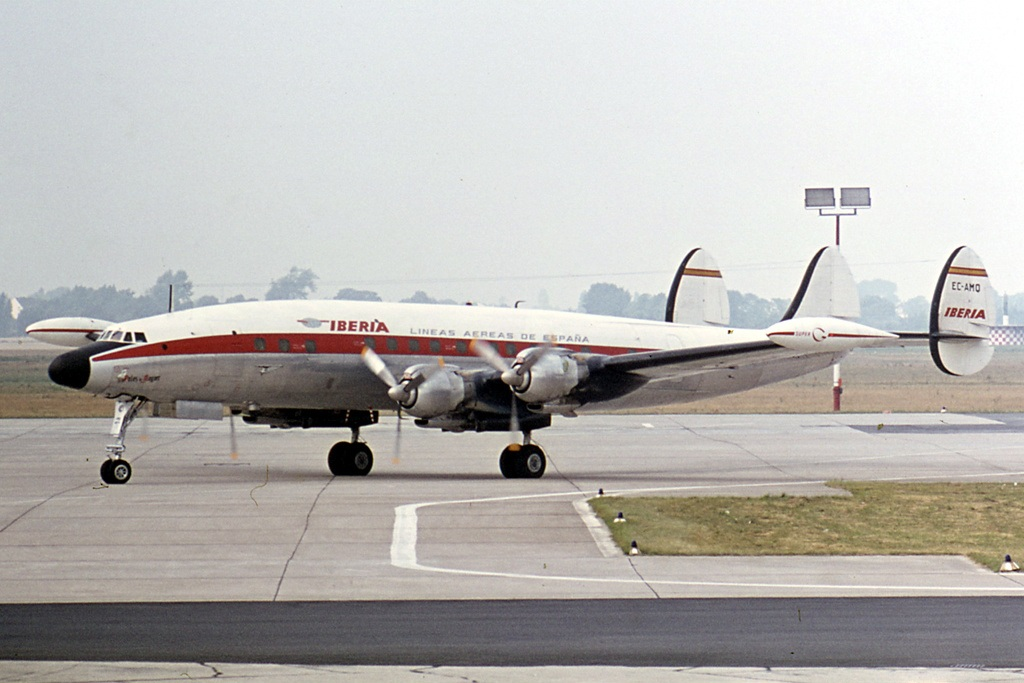
Iberia Lockheed L-1049G Super Constellation

La facilidad en la gestión del trabajo que ofrecían las nuevas tecnologías, comenzaron a reducir el tamaño de las tripulaciones de los aviones civiles modernos. La llegada de nuevas y sofisticadas ayudas a la navegación aérea y la aparición de avanzados sistemas de navegación inercial (INS) y basados en el espacio (GPS), hicieron que el puesto del navegante desapareciera en los vuelos comerciales y sus funciones fueran automatizadas. 
Actualmente, los tradicionales puestos de navegante y mecánico de vuelo han desaparecido de los aviones comerciales. Las aerolíneas han reducido sus tripulaciones, disminuyendo así sus costos de operación gracias a la aparición de todo tipo de sensores y electrónica que realizan las operaciones de navegación, monitoreo y ajuste de motores, sistemas hidráulico, eléctrico y electrónico, presurización, cálculos de combustible, etc. Aunque no pasarán muchas décadas para que veamos como también desaparece el puesto del piloto y se extiende el uso de aeronaves autónomas, empezando con los vuelos de carga.

## Las escuelas de navegación aérea en España
Inicialmente, al aparecer la Aeronáutica Militar Española, la instrucción y adiestramiento de los observadores aéreos se efectuaba en las instalaciones de Guadalajara. Posteriormente, se realizaba en la Escuela de Observadores de Cuatro Vientos (Madrid) con prácticas de navegación y bombardeo en la Escuela de Tiro y Bombardeo Aéreo de Los Alcázares (Murcia). Después de la Guerra Civil, con la creación del Ejército del Aire de España, la Escuela de Observadores se traslada a la Base Aérea de Málaga donde estaría funcionando desde 1939 hasta 1946, cuando los estudios y prácticas del curso de Observador comenzaron a impartirse en la Academia General del Aire. 

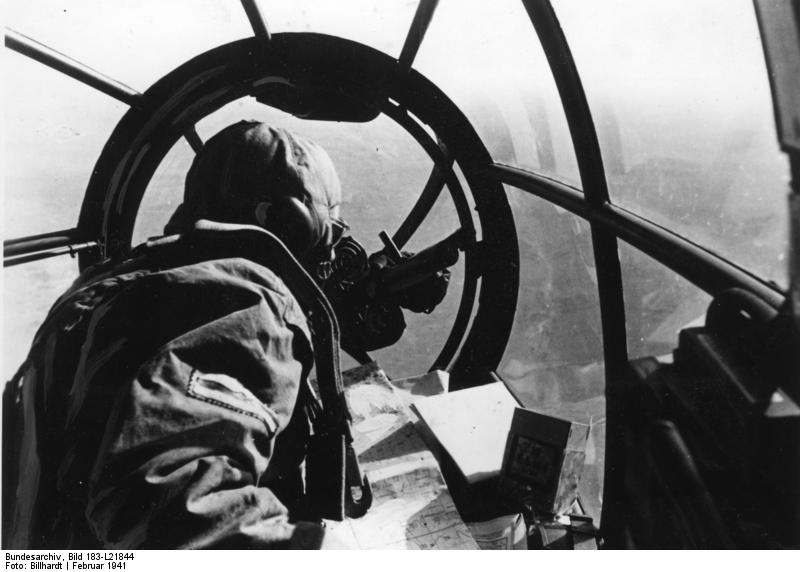
Navegante en el morro de un Heinkel He-111

El 28 de enero de 1946 se estableció en Matacán (Salamanca) la Escuela Superior de Vuelo, que había sido creada el 26 de marzo de 1940, y que englobaba a la Escuela de Vuelo sin Visibilidad, a la Escuela de Navegación y a la Escuela de Radio. Estas tres escuelas tenían la misión proporcionar las técnicas y procedimientos del vuelo en general, y capacitar al personal civil de las líneas aéreas y a los oficiales del Ejército del Aire para el vuelo instrumental y la utilización de los sistemas de ayudas a la navegación.
La Escuela de Navegación resurge en la Academia General del Aire, como consecuencia del Real Decreto 601/1992, sobre directrices generales de los planes de estudios, para la enseñanza militar de formación de grado superior y de grado medio de los Cuerpos Generales de los Ejércitos, y de la Orden 60/1992, por la que se aprueban dichos planes de estudio, creándose un ambicioso proyecto, una Escuela de Navegación, en la que se emplearon los aviones de enseñanza E-24 Bonanza y TE-12 Aviocar, y que tuvo como consecuencia que en 1994 apareciesen los primeros navegantes aéreos, que se especializaron como tales, con una formación adicional obtenida en los Estados Unidos, empleando los aviones de enseñanza T43 Gator, y T37 Tuit si la formación era con la USAF o T34 Mentor si lo era con la US Navy.

## Navegación aérea militar

### Categorías de navegantes aéreos
En general, de las principales escuelas de las distintas Fuerzas Aéreas se gradúan tres categorías o modalidades de navegantes aéreos militares:
- El Oficial de Sistemas de Armas, conocido en España como Operador de Armas, y en los demás países como Weapon Systems Officer (WSO), Radar Intercept Officer (RIO), Bombardier Navigator (BN), Reconnaissance Systems Officer (RSO), Defensive Systems Officer (DSO) u Offensive Systems Officer (OSO), en aeronaves como el F-15E Strike Eagle, el B-1 Lancer, el F18D Hornet, el F18F Super Hornet, el F-3 Tornado, o en los ya legendarios F-14 Tomcat, el F-4 Phantom, el A6 Intruder o el SR-71 Blackbird. En la Fuerza Aérea rusa vuelan en caza bombarderos como los Sukhoi Su-24 Fencer , Su-30MK Flanker-C y  Su-34 Fullback (Su-32 para exportación), los Mikoyan MiG-31 Foxhound  y MiG-35D Fulcrum-F, o los Tupolev Tu-22M Backfire y  Tu-160 Blackjack.

- El Navegante Táctico, conocido como Air Navigator (NAV), en sus versiones NAV-BOMB, RADAR-NAV, NAV/COM, o el experimentado TACCO/NAV (TACtical COordinator-NAV), en aeronaves multi-motores como el P-3 Orion, el E-3 Sentry, el C-130 Hércules o en el B-52 Stratofortress. Y también lo encontramos en sus homólogos rusos Il-38 May, Tu-95 Bear, A-50 Mainstay, An-12 Cub o el An-124 Cóndor.

- El Oficial de Guerra Electrónica, llamado de distinta manera en función del sistema de armas o aeronave como Electronic Warfare Officer (EWO), el Electronic Countermeasures Officer (ECMO) o el Air Electronics Officer (AEO), en aeronaves como el EF-111A Raven, el EA-6 Prowler , el EA-18 Growler o el EC-130H Compass Call.

#### La evolución del navegante aéreo al oficial de sistemas

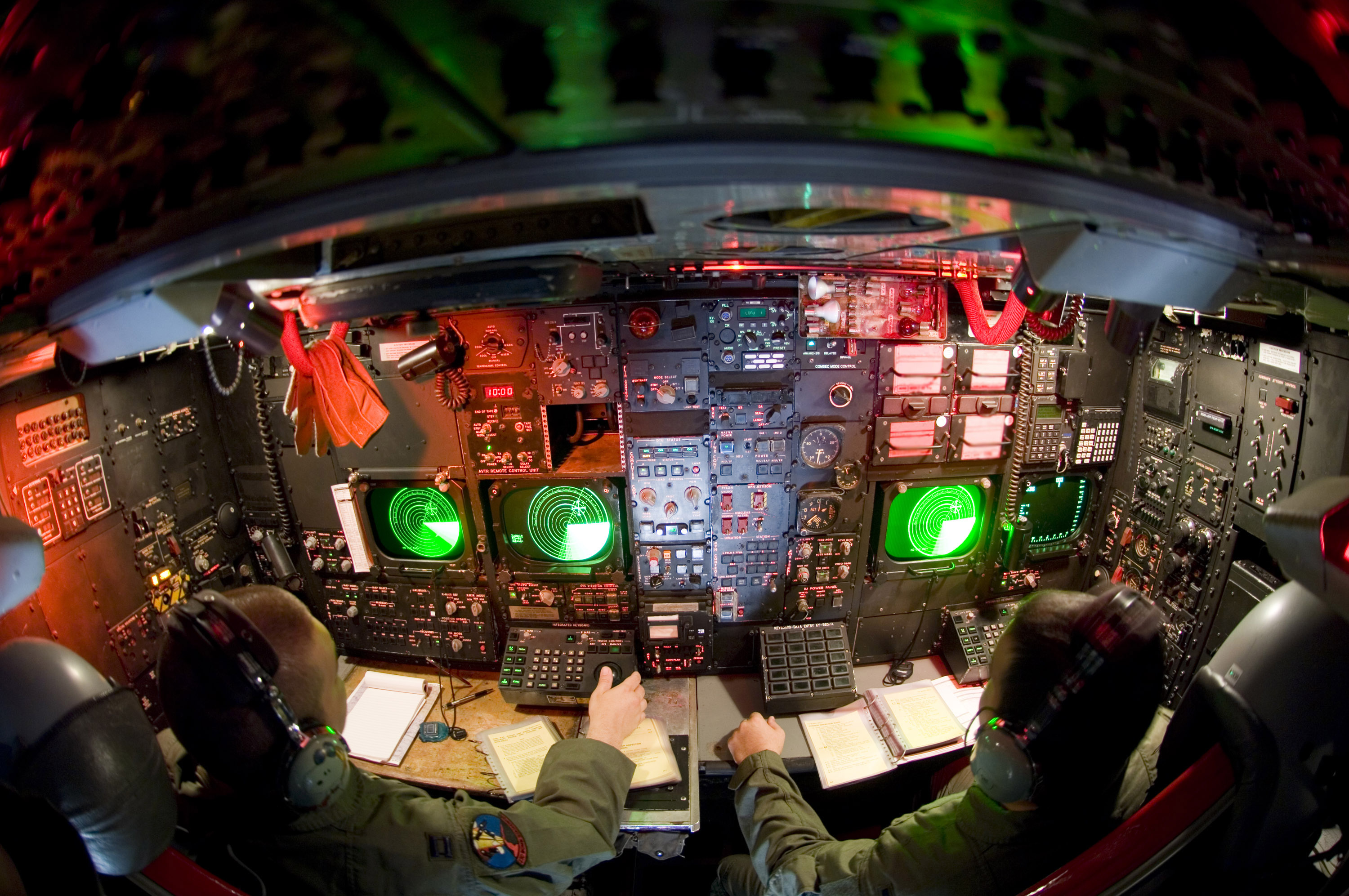
Dos de los tres oficiales CSO del B-52: navegante bombardero (izq) y navegante táctico (der).

En EE. UU., desde septiembre de 2004 los navegantes empezaron a formarse con una nueva denominación, son los Oficiales de Sistemas de Combate (CSO). En el Reino Unido, desde abril de 2003, los navegantes y oficiales de guerra electrónica son los nuevos Oficiales de Sistemas de Armas (WSO). En 2006, Canadá y Francia reformaban la formación de estos oficiales por haberse quedado obsoleta y, concretamente en Canadá, desde 2009 son los Oficiales de Sistemas de Combate Aéreos (ACSO) y en Francia, son conocidos como los Navegantes Oficiales de Sistemas de Armas (NOSA) en los Mirage 2000 D y N o en los Transall C-160.
En líneas generales, la formación del nuevo Navegante Oficial de Sistemas aúna lo mejor de las tres categorías del antiguo navegante, y desarrolla un nuevo oficial táctico especializado en los sistemas del avión, que posee una alta capacidad para el empleo de sistemas avanzados de navegación y de comunicaciones, la gestión y empleo de los sistemas de armas, así como también la gestión y desarrollo de la Guerra Electrónica.

## El navegante militar en España

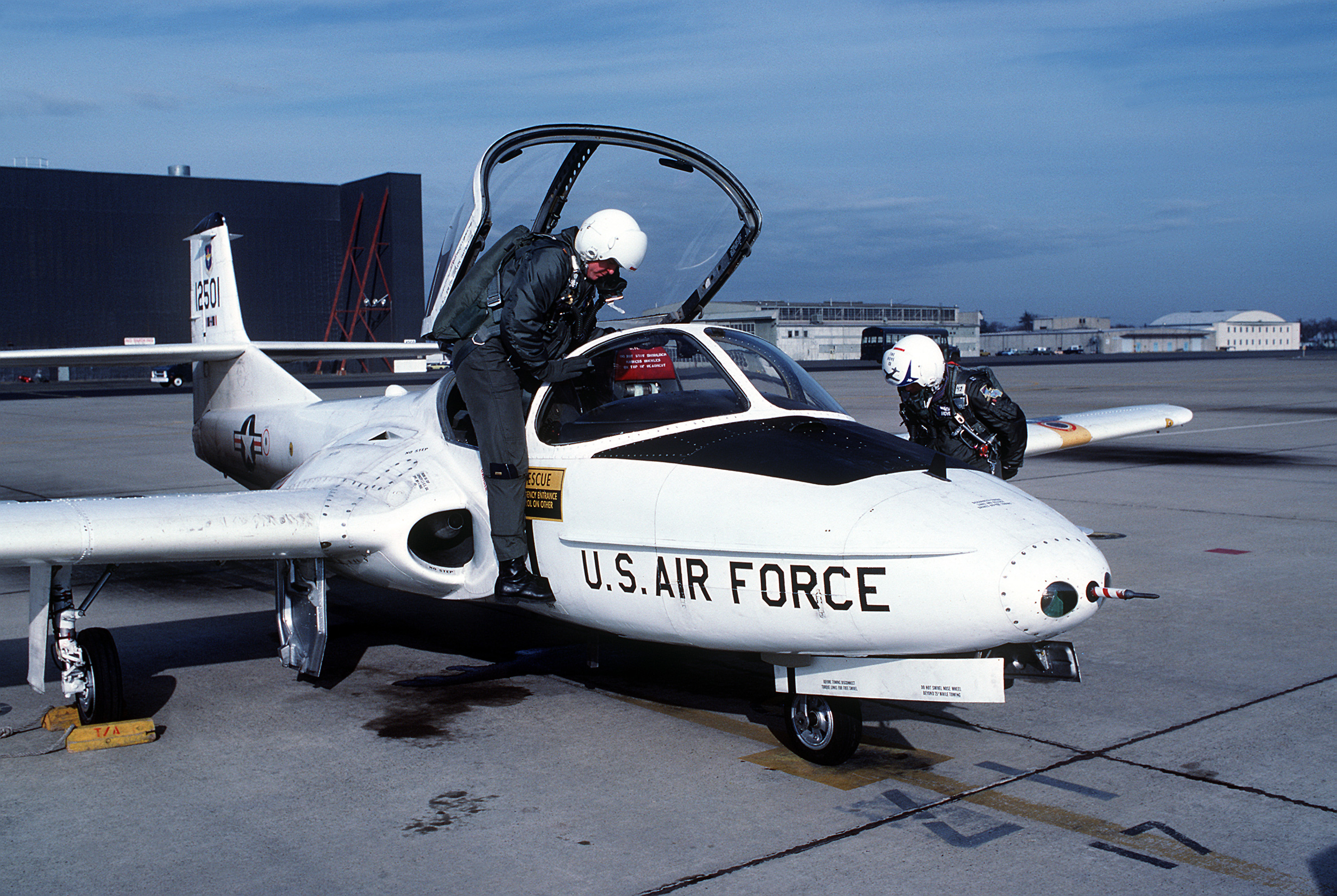
El navegante alumno (izquierda) y su piloto instructor (derecha) subiendo a un T-37 Tuit, durante el Specialized Undergraduate Navigator Training (SUNT) de la USAF.

La mayoría de los historiadores de la aviación coinciden y encuentran el origen del navegante aéreo en el del oficial observador, que surge a la vez que nace la aviación militar, aunque en aquella época no se dedicaba a navegar sino a observar. Su trabajo consistía en la observación para corregir el tiro de la artillería, tomar nota de las concentraciones de tropas enemigas, obtener fotografías de los movimientos de éstas y, en ocasiones, dejar caer bombas o disparar sobre posiciones enemigas.
El navegante aéreo, como un oficial especializado inicialmente en los sistemas de navegación y/o bombardeo, aparece en las principales Fuerzas Aéreas poco antes de la Segunda Guerra Mundial. Concretamente en el Ejército del Aire de España, al contrario que en los países más avanzados del mundo que creaban sus propias promociones de navegantes, todos los oficiales del Arma de Aviación, tanto de la Escala del Aire (EA) como de la Escala de Tropas y Servicios (ETS), durante su formación académica en la Academia General del Aire, pasaban a ser nombrados observadores aéreos tras la realización de un breve curso. Sin embargo, sólo una escasa y selecta veintena de estos oficiales se formaron expresamente como navegantes aéreos, en la Escuela Superior de Vuelo (Base Aérea de Matacán, Salamanca) o en los Estados Unidos, en la 323rd Flying Training Wing (Mather AFB, California) o en la 12th Flying Training Wing (Randolph AFB, Texas).

## Navegantes aéreos distinguidos
Algunos de los navegantes aéreos que han pasado a la historia por las siguientes hazañas, han sido:
-	Los capitanes españoles Teodoro Vives Camino, Antonio Cañete Heredia y Cipriano Grande Fernández-Bazán, quienes participaron como observadores de los hidroaviones Dornier Wal de la Patrulla Atlántida, bautizados como “Valencia”, “Andalucía” y “Cataluña”, en el primer vuelo en formación por el África occidental con escalas, desde España (Melilla) hasta Guinea Española (Santa Isabel) en 1926.
-	El capitán español Julio Ruiz de Alda a bordo del hidroavión Dornier Wal, bautizado con el nombre de Plus Ultra, que realizó el primer vuelo trasatlántico español con escalas, entre España (Palos de la Frontera) y Argentina (Buenos Aires), junto con los pilotos comandante Ramón Franco y teniente de navío Juan M. Durán, y el mecánico Pablo Rada, en 1926.
-	El capitán español Mariano Barberán, pese a ser también piloto se distinguió por su prestigio como navegante y concibió la idea de realizar el primer vuelo trasatlántico español sin escalas, desde Sevilla a Cuba, junto al teniente Joaquín Collar Serra con el que desaparecía en el avión Cuatro Vientos en 1933. Hasta entonces, el capitán Barberán era Director de la Escuela de Observadores de Cuatro Vientos (Madrid) que él mismo había creado y en la que impartía cursos como profesor de la misma y de la Escuela Superior de Aerotécnica, preparando a los futuros navegantes. 
-	El australiano Harold Gatty, quien junto con el piloto Wiley Post dio la vuelta al mundo más rápida en 8 días, 15 horas y 51 minutos, en 1931 a bordo de un Lockheed Vega, pulverizando el anterior récord de 21 días que hasta entonces estaba en poder del Graf Zeppelin.
-       La comandante rusa Marina Raskova fue la primera mujer navegante aéreo de la Fuerza Aérea Soviética en 1933.
-	El estadounidense Fred Noonan quien junto con Amelia Earhart intentó el primer vuelo alrededor del mundo en el Lockheed Modelo 10 Electra en 1937, y con quien desaparecería en aguas del océano Pacífico.
-	El capitán de la USAF Charles B. DeBellevue se convirtió en el mejor “as de la aviación” norteamericana de la guerra de Vietnam, con seis victorias. Le siguieron muy de cerca con cinco victorias, otros dos oficiales navegantes (el capitán de la USAF Jeffrey Feinstein y el alférez de fragata de la USN William P. Driscoll) y dos oficiales pilotos (el capitán de la USAF Richard Stephen Ritchie y el alférez de fragata de la USN Duke Cunningham), todos ellos con el F-4 Phantom II.
-	El comandante de la USAF Noel F. Widdifield como RSO (Reconnaissance Systems Officer) junto con el comandante James V. Sullivan como piloto, realizaron el vuelo transatlántico más rápido (1h, 54min y 56seg) entre Nueva York y Londres, en un SR-71 Blackbird, el 1 de septiembre de 1974. 
-       El capitán estadounidense Dale Gardner fue un famoso astronauta de la NASA durante la década de los ochenta.
-       El general británico Stuart Peach es el actual Jefe del Estado Mayor de la Defensa (JEMAD) del Reino Unido, desde julio de 2016.
Otras personas famosas que sirvieron como navegantes durante la 2.ª Guerra Mundial son: El presidente del gobierno australiano Gough Whitlam y, los actores estadounidenses Richard Burton, Arthur Franz y Gordon MacRae.

## Cultura popular

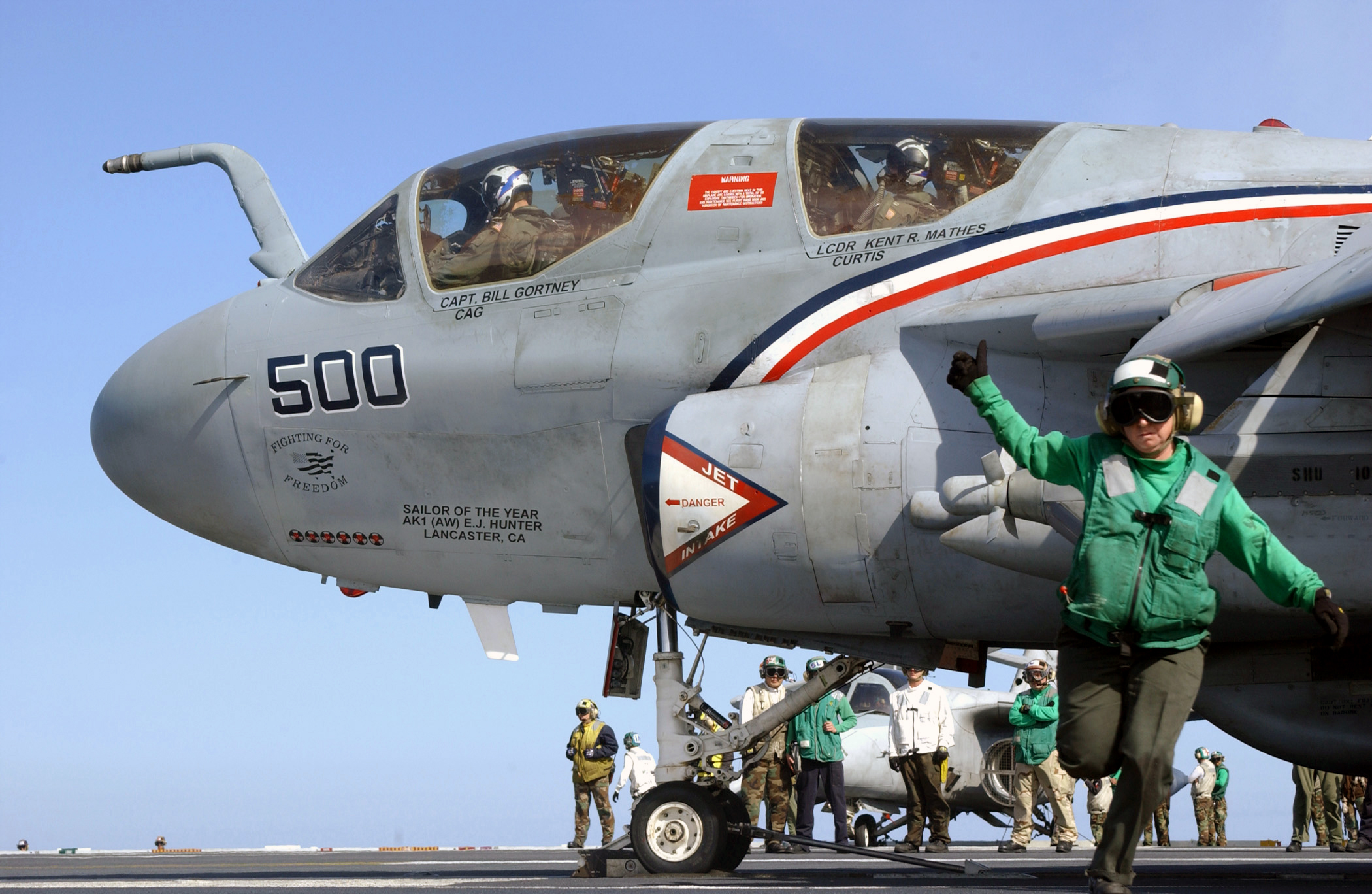
Tripulación (1 piloto + 3 ECMO) del EA-6B Prowler de la USNavy.

- Uno de los actores principales de la película Top Gun (1986) fue el Teniente Nick "Goose" Bradshaw, interpretado por Anthony Edwards, que volaba como RIO (Radar Intercept Officer) del F-14 Tomcat junto con el piloto Capitán Pete "Maverick" Mitchell, interpretado por Tom Cruise. Otro actor fue el teniente Ron "Slider" Kerner, el navegante/RIO que volaba con el capitán Tom "Iceman" Kazansky.

- En la película Bat 21 (1988), Gene Hackman interpreta al teniente coronel Iceal Hambleton, navegante del Douglas EB-66 Destroyer.

- En la película El vuelo del Intruder (1991), Willem Dafoe interpreta al comandante Virgil "Tiger" Cole, un BN (navegante/bombardero) del A-6 B/N Intruder que volaba con el piloto Capitán Jake "Cool Hand" Grafton, interpretado por Brad Johnson.

- En la película Tras la línea enemiga (2001), Owen Wilson interpreta al Capitán Chris Burnett, un Oficial de Sistemas de Armas (denominado Operador de Armas en España) del F/A-18F.

- El 24 de noviembre de 2015, en el controvertido derribo del caza ruso Sukhoi Su-24 por supuesta violación del espacio aéreo turco, el navegante lograba sobrevivir.